# 遗产战争
遗产战争又名遗产继承战争（法語：Guerre de Dévolution），是1667年至1668年间法兰西王国与西班牙帝国之间的一场战争。战争由西班牙国王費利佩四世的遗产分配问题引起。这是向来推行扩张主义国策的法王路易十四所发动的第一次侵略战争。战争最终以法國小勝结束，法国在《亚琛和约》中被迫做出了一定的让步，但还是得以保留包括里尔在内的九座西属尼德兰城市，将法国领土向东北方向扩张。

## 战争
費利佩四世于1665年驾崩后，法国国王路易十四作为前者的女婿，声称有权分得西属尼德兰（今比利时）——尽管1659年的《比利牛斯条约》明确禁止了路易十四通过女婿身份继承任何費利佩四世的遗产。路易十四的无理要求遭到西班牙方面拒绝后，法军便开始发动进攻，随即占领了西属尼德兰和弗朗什-孔泰地区。向来推行扩张政策的“太阳王”路易十四终于发动了他的第一次侵略战争。然而，法国在西班牙问题上的传统盟友荷兰共和国却对法国迅速成为贸易大国这一事实感到不安，认为自己在国际贸易上的大国地位受到了严重威胁。最终，荷兰放弃了联法反西的传统国策，转而投靠西班牙，并联络英格兰王国和瑞典帝国结成反法的1668年三国同盟。西班牙又在1668年2月与葡萄牙簽订《里斯本条约》结束了葡萄牙王政复古战争，从而可以集中更多的兵力从加泰罗尼亚方向向法国本土进攻。同月，路易十四完全控制了弗朗什-孔泰之后，不得不面对现实，承认以法国在1635年至1659年的法西战争之后的国力无法与三国同盟抗衡
。和谈随即开始，最终在1668年5月2日签订《第一次亚琛和约》（也称《艾克斯·拉·沙佩勒条约》）。在和谈中，法国满足了三国同盟的大部分主要要求：归还弗朗什-孔泰，包括贝桑松帝国自由城，并从西属尼德兰撤军。不过法国还是获得了西属尼德兰九座具有战略价值的城市，分别为：阿爾芒蒂耶爾、貝爾格、沙勒羅瓦、科特賴克、杜埃、弗爾訥、里爾、奧德納爾德和圖爾奈。

## 影响
从军事角度上看，法国从遗产战争中获得了一定的战略优势——法军成功突破西班牙在西属尼德兰外围的堡垒群，并获得了数座可以被转换成军事堡垒的城市，为法国的继续扩张做好了准备。在外交角度上看，形势对法国却不那么乐观。路易十四的侵略扩张政策——尤其是他对神圣罗马帝国自由城贝桑松如此明目张胆的占领——使他在神圣罗马帝国内的声誉大降。由德意志莱茵河两岸五十余名王公（Fürst）组成的亲法萊茵同盟在1668年宣布自行解散；包括勃兰登堡选帝侯腓特烈·威廉在内的许多神圣罗马诸侯也都选择放弃与法国为盟友。战后，路易十四对荷兰的背信弃义十分不满，发誓报仇，再加上法国与荷兰之间日益激烈的贸易战，这直接导致了1672年的法荷战争。包括勃兰登堡在内的神圣罗马诸侯們则在1673年选择加入反法阵营。